# Филип Сендерос
Филип Силван Сендерос (Женева, Швајцарска, 14. фебруар 1985) је швајцарски фудбалер, шпанског и српског порекла.
Тренутно је слободан играч, а био је члан репрезентације Швајцарске.

## Каријера
Сендерос је као јуниор играо за Сервет. Као 16-годишњак је дебитовао у првој швајцарској фудбалској лиги. Са 18 година променио је клуб и прешао у Арсенал.
Филип Сендерос је био капитен репрезентације Швајцарске до 17 година, која је 2002. постала првак Европе у Данској и 2005. где је био капитен репрезентације до 20 година на СП у Холандији. Дебитовао је у дресу „А” репрезентације Швајцарске 26. марта 2005. Сендерос је био репрезентативац Швајцарске 11 година.

## Порекло и породица
Филип потиче из шпанско-српског брака, од оца Хулијана и мајке Зорице. Ожењен је. Његов брат Жилијен је бивши швајцарски кошаркаш.